# Детско-юношеска школа на ПФК ЦСКА (София)
Академия ЦСКА развива млади таланти за попълване на мъжкия отбор на ЦСКА.
Детско-юношеската школа на ЦСКА е мястото, където се изграждат бъдещите шампиони. Армейската академия има дълга традиция да селектира най-талантливите деца и юноши, които под ръководството на опитни специалисти ще извървят пътя към представителния отбор и големия футбол и ще усвоят армейските добродетели на трудолюбие, дисциплина и преследване на най-високо спортно майсторство.
В школата тренират около 200 деца, разделени на възрастови групи. Отборите на ЦСКА участват във всички първенства на БФС и винаги са в челото на класирането.
Десетки възпитаници на армейския ДЮШ са се наложили през годините в ЦСКА и други елитни отбори. Двама от златното поколение на българския футбол - Любослав Пенев и Емил Костадинов, са продукт на „червената“ школа, а от по-близкото минало - Методи Деянов, Иван Иванов и Александър Тонев.

### Технически щаб
|  | Име              | Длъжност         |
|  | ---------------- | ---------------- |
|  | Костадин Ангелов | Директор на ДЮШ  |
|  | Християн Янев    | Набор 2017       |
|  | Димитър Чолаков  | Набор 2016       |
|  | Николай Христов  | Набор 2014       |
|  | Димитър Чалин    | Набор 2013       |
|  | Мартин Иванов    | Набор 2012       |
|  | Мартин Николов   | Набор 2011       |
|  | Петър Златинов   | Набор 2010       |
|  | Росен Стоянов    | Набор 2009       |
|  | Йордан Юруков    | Набор 2008       |
|  | Иво Маринков     | Набор 2018       |
|  | Християн Янев    | Набор момичета   |
|  | Владимир Манчев  | Набор ЦСКА II    |
|  | Румен Трифонов   | Набор ЦСКА III   |
|  | Георги Велинов   | Главен скаут ДЮШ |
|  | Сашо Борисов     | Скаут ДЮШ        |